# نیروهای نخبه (حماس)
نیروهای نخبه (به عربی: قوات النخبة)، یک نیروی تکاور دریایی، و عضوی از گردان‌های عزالدین قسام، شاخهٔ نظامی حماس است. اسرائیل مدعی شده است که این واحد در ۷ اکتبر عملیات طوفان الاقصی، که موجب شروع جنگ اسرائیل و حماس شده را رهبری کرده است.
طبق گفته‌های نیروهای دفاعی اسرائیل این واحد تکاوری متشکل از نیروهایی است که برای انجام عملیات‌های مخصوصی همچون کمین، شبیخون، فنون نفوذ، بمبگذاری، پرتاب راکت و پرتاب موشک هدایت‌شونده ضدتانک از طریق تونل‌های زیرزمینی، توسط عوامل ارشد حماس انتخاب شده‌اند.
مأموریت اصلی نیروهای نخبه حماس، حمله و نفوذ از طریق سواحل اسرائیل به اهداف زیرساخت‌های دریایی، کشتی‌های نظامی و غیرنظامی و نیروگاه‌های اسرائیل است.

## آموزش
اعضای نیروهای نخبه دو سال و از سن ۱۸ تا ۲۰ سالگی
آموزش‌های زمینی و دریایی خود را آغاز می‌کنند. طبق گفته خبرگزاری‌های اسرائیلی بعضی از این نیروها ماهیگیرانی بوده‌اند که با حقوق ماهانه ۵۰۰ دلار یعنی بیش از پنج برابر میانگین حقوق در نوار غزه به عضویت این نیروی تکاوری درآمده‌اند.

## تاریخ
حماس واحد دریایی خود را پس از جنگ غزه (۲۰۰۸–۲۰۰۹) و برای راحت‌تر کردن شرایط قاچاق سلاح از طریق دریا به غزه راه‌اندازی کرد. در نبرد ۲۰۱۴ اسرائیل و غزه چهار غواص مسلح به نارنجک و سلاح‌های اتوماتیک از دریا به سواحل زیکیم، یک کیبوتص در جنوب اسرائیل وارد شدند و درحالی که قصد حمله به یک تانک مرکاوا را داشتند توسط نیروهای دفاعی اسرائیل کشته شدند.
در سال ۲۰۱۵ برخی از کماندوهای نخبه توسط سپاه پاسداران در ایران آموزش دیدند و دو سال بعد در سال ۲۰۱۷ بعضی به گروهک داعش در شبه‌جزیره سینا پیوستند.

## جنگ اسرائیل و حماس
در ۷ اکتبر طی نبرد زیکیم کماندوهای دریایی با قایق به پایگاه بهاد ۴ یورش بردند. پس از آنکه نیروهای حماس عملیات طوفان الاقصی را آغاز کردند و ۱۳۰۰ مرد، زن و کودک اسرائیلی را کشتند جنگنده‌های اسرائیلی نیروهای نخبه را مورد هدف قرار دادند. در ۱۴ اکتبر سخنگوی ارتش اسرائیل اعلام کرد که علی قاضی، یکی از فرماندهان نیروی نخبه را در طی یک عملیات پهپادی کشته است. علی قاضی در سال ۲۰۰۵ به دلیل آدم‌ربایی و کشتار غیرنظامیان دستگیر کرد ولی در سال ۲۰۱۱ به دلیل تبادل زندانیان میان فلسطین و اسرائیل آزاد شد. در ۱۵ اکتبر خبر کشته شدن بلال القدره یکی دیگر از فرماندهان حماس که نقشی اساسی در کشتار کفار عزه داشت توسط جنگنده‌های اسرائیلی تأیید شد. به گفته ارتش اسرائیل هر دو نقشی کلیدی در عملیات طوفان الاقصی بر عهده داشتند.